# Histereza kapilarna
Histereza kapilarna jest zjawiskiem dotyczącym izoterm adsorpcji na materiałach porowatych posiadających pory w kształcie otwartych obustronnie cylindrów, butelek, beczek lub szczelin i oznacza inny przebieg (inaczej histerezę) izotermy adsorpcji przy podwyższaniu ciśnienia adsorbatu (gałąź adsorpcyjna izotermy) i przy obniżaniu ciśnienia (desorpcja, gałąź desorpcyjna izotermy). Zjawisko to jest wykorzystywane m.in. do badania struktury porowatych ciał stałych, a także prowadzi do istotnego zwiększenia efektywnej pojemności adsorpcyjnej adsorbentów.

## Kondensacja kapilarna
Kondensacją kapilarną nazywamy obniżenie ciśnienia (w porównaniu z kondensacją na powierzchni płaskiej), przy którym para cieczy gwałtownie zapełnia por (szczelinę) o niewielkiej średnicy.
Adsorpcja w mezoporach przebiega w różny sposób w zależności od wielkości ciśnienia (w stosunku do ciśnienia pary nasyconej, {\displaystyle p_{s},} kształtu i rozmiaru poru, a także w zależności od tego czy ciśnienie jest zwiększane lub zmniejszane i jaka ilość adsorbatu już w porach się znajduje.
W przypadku obustronnie otwartych cylindrów oraz butelek, przy podnoszeniu ciśnienia adsorbatu (tzw. gałąź adsorpcyjna izotermy) przy pewnej wartości ciśnienia względnego {\displaystyle x=p/p_{s}} następuje gwałtowne zapełnienie tych porów adsorbatem, czyli kondensacja. Podobnie przy obniżaniu ciśnienia (gałąź desorpcyjna izotermy) po zapełnieniu porów adsorbentu adsorbatem (nasycenie), ale przy innym, niższym ciśnieniu następuje gwałtowne odparowanie adsorbatu z porów (ewaporacja). Znając kształt porów można przy wykorzystaniu równania Kelvina określić średnicę porów oraz ich ilość (łączną objętość identycznych porów).

## Równanie Kelvina
Równanie Kelvina (William Thomson, Lord Kelvin) określa wielkość obniżenia lub podwyższenia ciśnienia pary nad meniskiem cieczy w zależności od jego krzywizny:
{\displaystyle {\frac {1}{r_{K,x}}}+{\frac {1}{r_{K,y}}}=-{\frac {RT}{\sigma V_{m}}}\ln \left({\frac {p_{c}}{p_{s}}}\right),}
gdzie: {\displaystyle r_{K,x}} i {\displaystyle r_{K,y}} to promienie krzywizny menisku w 2 prostopadłych do siebie płaszczyznach xz, yz,
- {\displaystyle \sigma } – napięcie powierzchniowe ciekłego adsorbatu,
- {\displaystyle V_{m}} – objętość molowa adsorbatu,
- {\displaystyle R} – stała gazowa,
- {\displaystyle T} – temperatura bezwzględna,
- {\displaystyle p_{s}} – ciśnienie pary nasyconej nad płaską powierzchnią ciekłego adsorbatu,
- {\displaystyle p_{c}} – ciśnienie pary nad meniskiem, przy którym nastąpi kondensacja lub odparowanie.

- Jeżeli menisk jest wklęsły (np. wewnątrz poru adsorbentu) – we wzorze {\displaystyle r_{K}>0} – wówczas następuje obniżenie ciśnienia pary przy którym następuje kondensacja lub odparowanie.
- Jeżeli menisk ma kształt wypukły (np. powierzchnia kulistej cząstki stałej lub ciekłej) – we wzorze {\displaystyle r_{K}<0} – ciśnienie pary konieczne do kondensacji lub odparowanie ulega podwyższeniu.
- Jeżeli menisk ma kształt siodła to w zależności od wypadkowej obu krzywizn nastąpi podwyższenie lub obniżenie ciśnienia kondensacji pary.

### Menisk cylindryczny
Dla menisku wewnątrz obustronnie otwartego poru cylindrycznego, można przyjąć: {\displaystyle r_{K}=r_{K,x}>0} oraz {\displaystyle r_{K,y}=0,} stąd:
{\displaystyle {\frac {1}{r_{K}}}=-{\frac {RT}{\sigma V_{m}}}\ln \left({\frac {p_{c}}{p_{s}}}\right).}

### Menisk sferyczny
Dla menisku sferycznego, {\displaystyle r_{K}=r_{K,x}=r_{K,y}>0,} stąd:
{\displaystyle {\frac {2}{r_{K}}}=-{\frac {RT}{\sigma V_{m}}}\ln \left({\frac {p_{c}}{p_{s}}}\right).}

## Powstanie histerezy
To gwałtowne zapełnienie porów (kondensacja) oraz ich opróżnienie (odparowanie, ewaporacja), następuje przy określonych wynikających z równania Kelvina wartościach ciśnienia, niższych niż ciśnienie pary nasyconej adsorbatu. Wielkość obniżenia ciśnienia zależy od średnicy poru (a właściwie tworzącego się w danych warunkach menisku adsorbatu) oraz jego kształtu. Największe obniżenie następuje w przypadku menisku sferycznego a mniejsze dla menisku cylindrycznego. Por cylindryczny przed zapełnieniem zawiera cylindryczny menisk adsorbatu, natomiast po całkowitym zapełnieniu poru adsorbatem, otwarte są jedynie oba końce kapilary o przekroju kołowym gdzie tworzy się menisk o podobnym promieniu krzywizny, ale sferyczny i odparowanie następuje przy innym ciśnieniu. W butelkowym porze sferycznym przy adsorpcji mamy do czynienia z dużym sferycznym meniskiem we wnętrzu „bańki” poru, przy odparowaniu równowaga tworzy się pomiędzy fazą gazową a sferycznym meniskiem w wąskiej „szyjce” poru, a więc przy zachowaniu typu poru zmienia się jego średnica.
UWAGA. Za por butelkowy uznajemy tu każdy taki por gdzie wejście do poru ma mniejszą średnicę niż jego wnętrze. Podobnie będzie się zachowywać obustronnie otwarty por beczkowaty, ale oczywiście ze względu na inne promienie krzywizny zmiana ciśnienia kondensacji będzie różna od poru cylindrycznego czy sferycznego. Jednak obniżenie ciśnienia odparowania z poru o otworze o przekroju kołowym zależy wyłącznie od średnicy otworu, a nie od rzeczywistego kształtu zapełnionego adsorbatem poru.